# Russlands Angriff der Kinderklinik Ochmatdyt
Russlands Angriff der Kinderklinik Ochmatdyt umfasste den Luftangriff am 8. Juli 2024 auf das „Ochmatdyt“, eine der größten pädiatrischen Einrichtungen in der ukrainischen Hauptstadt Kiew, wo zwei Erwachsene getötet wurden und 30 Menschen wurden verletzt, darunter 10 Kinder. Der Angriff wird vom Amt der Vereinten Nationen für die Koordinierung humanitärer Angelegenheiten als Kriegsverbrechen im Russisch-Ukrainischen Krieg eingeordnet.

## Ablauf
Der Angriff wurde von der russischen Luftwaffe mit einem Ch-101-Tarnkappen-Marschflugkörper durchgeführt. Dabei wurden zwei Personen getötet, so eine 30-jährige Ärztin aus Lwiw, sowie 30 weitere Personen teils schwer verletzt, darunter 10 Kinder. Drei bereits laufende Operationen am offenen Herzen wurden trotz des Angriffes zu Ende geführt. Das Krankenhaus konnte nicht weiter betrieben werden: Alle etwa 600 Kinder mussten auf andere Kliniken in Kiew und Umgebung sowie auch nach Polen und Deutschland verlegt werden – darunter viele Fälle mit Krebs- und Dialyse-Behandlungen.
Russland behauptet ohne weitere Belege, das Krankenhaus sei von einem ukrainischen Boden-Luft-Raketenabwehrsystem NASAMS getroffen worden. Analysen von Videoaufnahmen des einschlagenden Flugkörpers durch Spezialisten, unter anderem auch der Vereinten Nationen, kommen jedoch zu dem Schluss, dass es sich eindeutig um einen russischen Ch-101-Marschflugkörper handelte und dass dieser nicht versehentlich das Krankenhaus traf, sondern von der russischen Luftwaffe in Russland gestartet und höchstwahrscheinlich gezielt auf das Krankenhaus abgefeuert wurde. Zudem wurde im Rahmen der Aufräumarbeiten mindestens ein größeres Trümmerteil eines russischen Ch-101-Marschlugkörpers am Einschlagort gefunden und sichergestellt. Einzelne Raketentrümmer, wie sie bei einem Abschuss eines russischen Flugkörpers durch die ukrainische Flugabwehr bereits vor dem Einschlag entstehen würden, sowie äußere Schäden an dem einschlagenden Marschflugkörper waren auf den Videoaufnahmen, die den Marschflugkörper kurz vor dem Einschlag zeigen, noch nicht vorhanden.
Vor dem Bombardement des Krankenhauses schlugen in 1,2 km Entfernung sechs russische Raketen in der Militäranlage „Artem“ ein. Russland behauptet, dass in der Anlage Munition hergestellt wurde, während die ukrainische Seite dies bestreitet. Laut Associated Press wurden in der Anlage „Komponenten für verschiedene militärische Raketen“ hergestellt. Die Anlage war bereits bei russischen Raketenangriffen im Dezember 2023 getroffen worden.

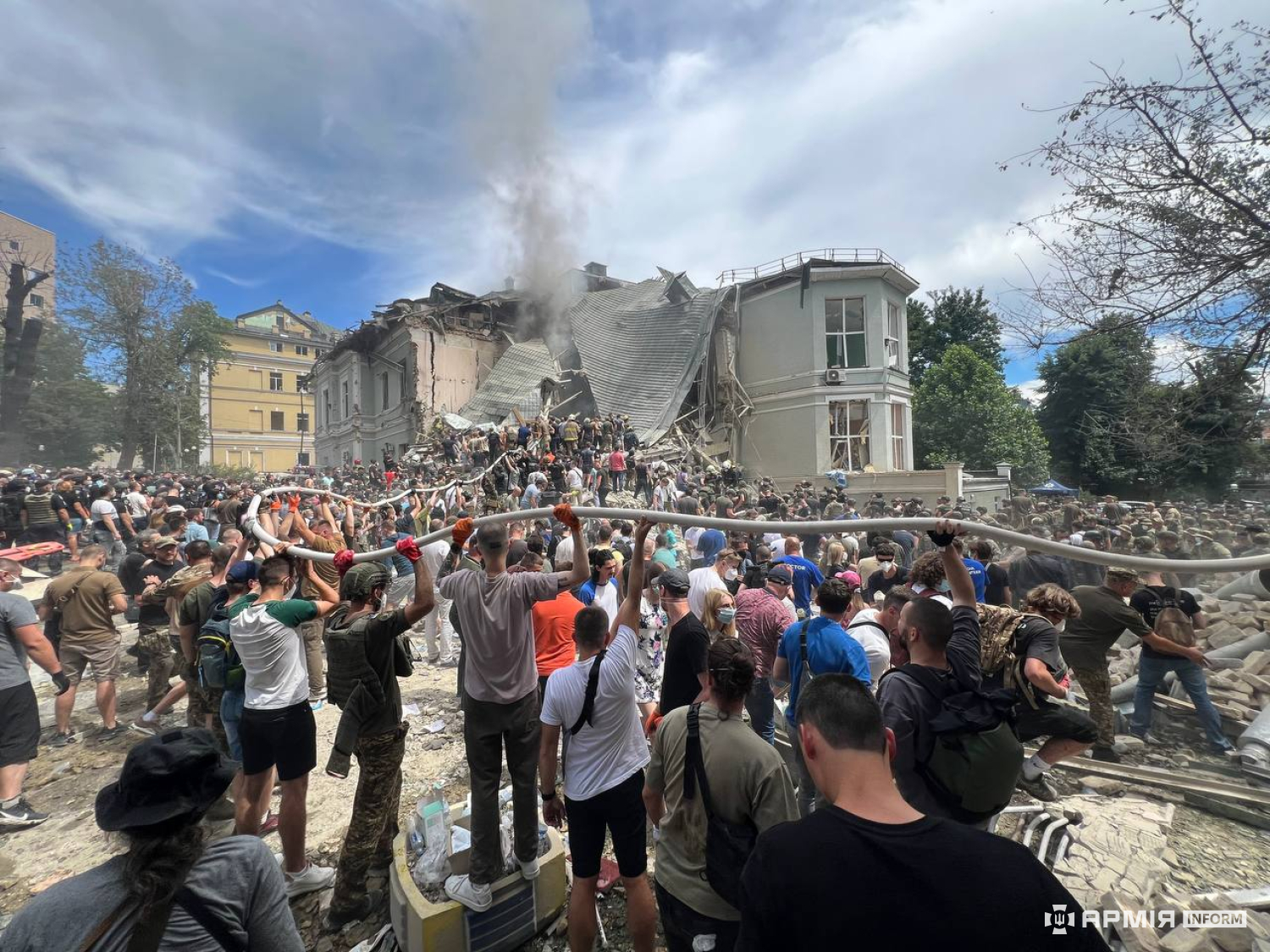
Ersthelfer auf der Suche nach Verschütteten an einem direkt getroffenen Gebäude
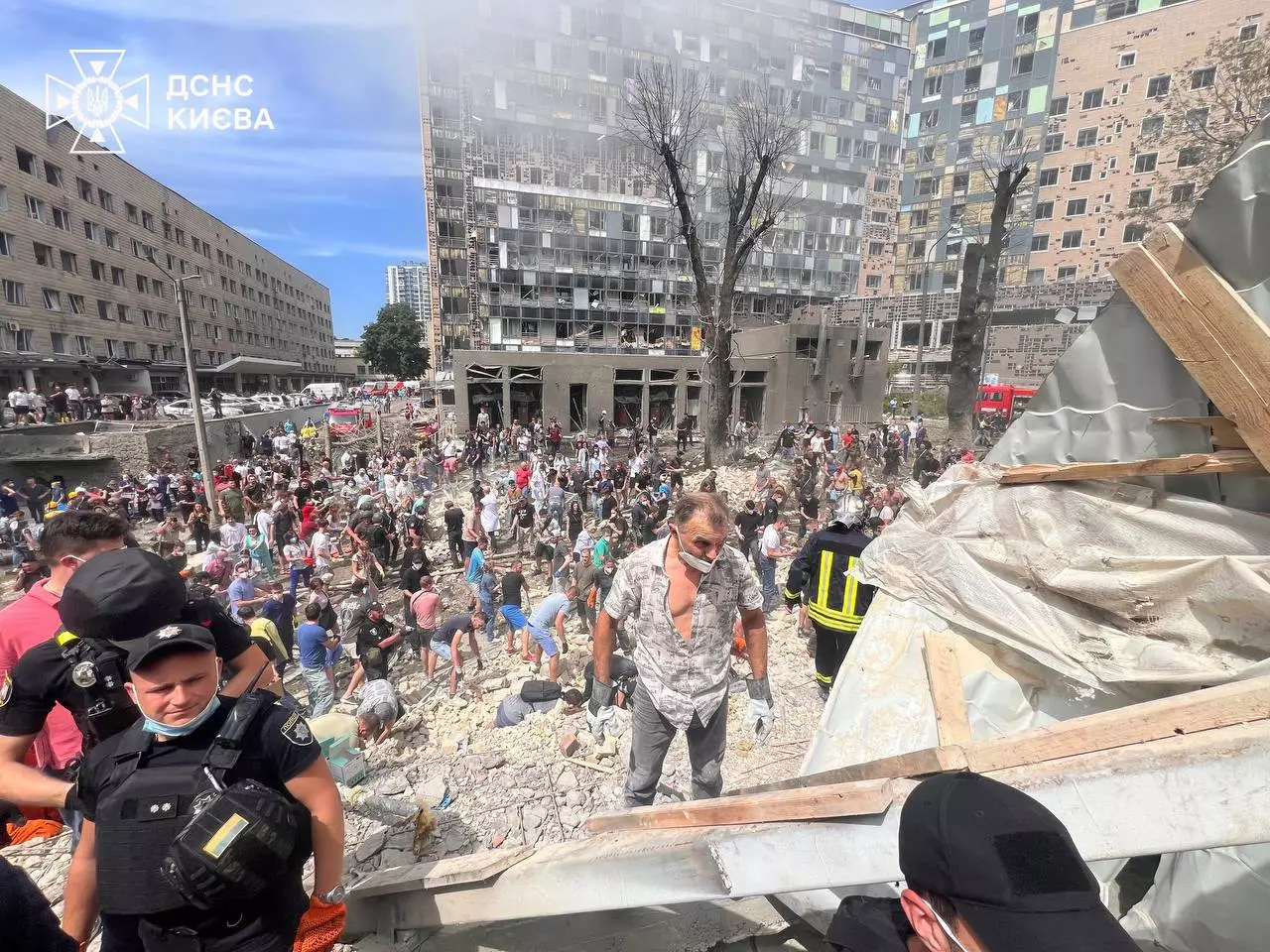
Weitere Gebäude des Krankenhauskomplexes, durch den Angriff in Mitleidenschaft gezogen
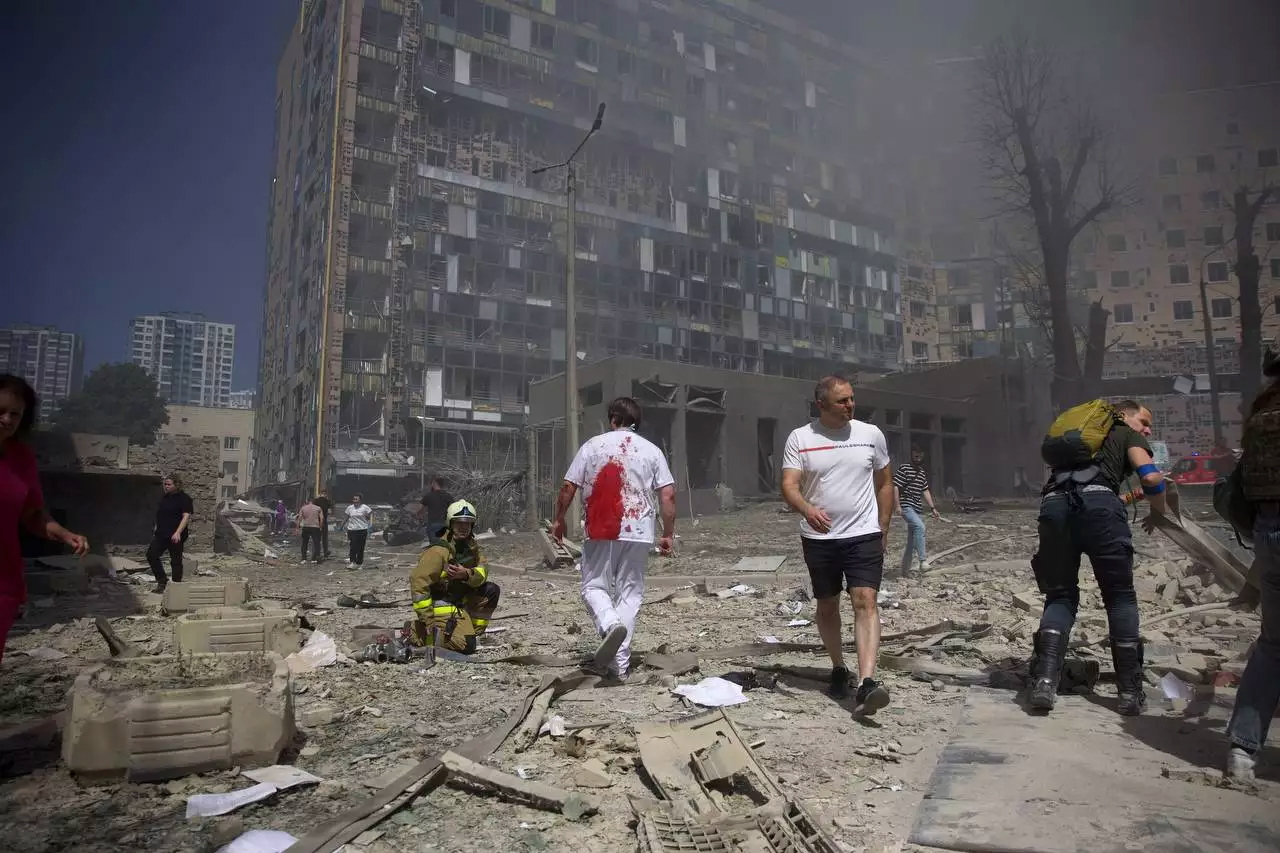
Helfer bei den ersten Aufräumarbeiten
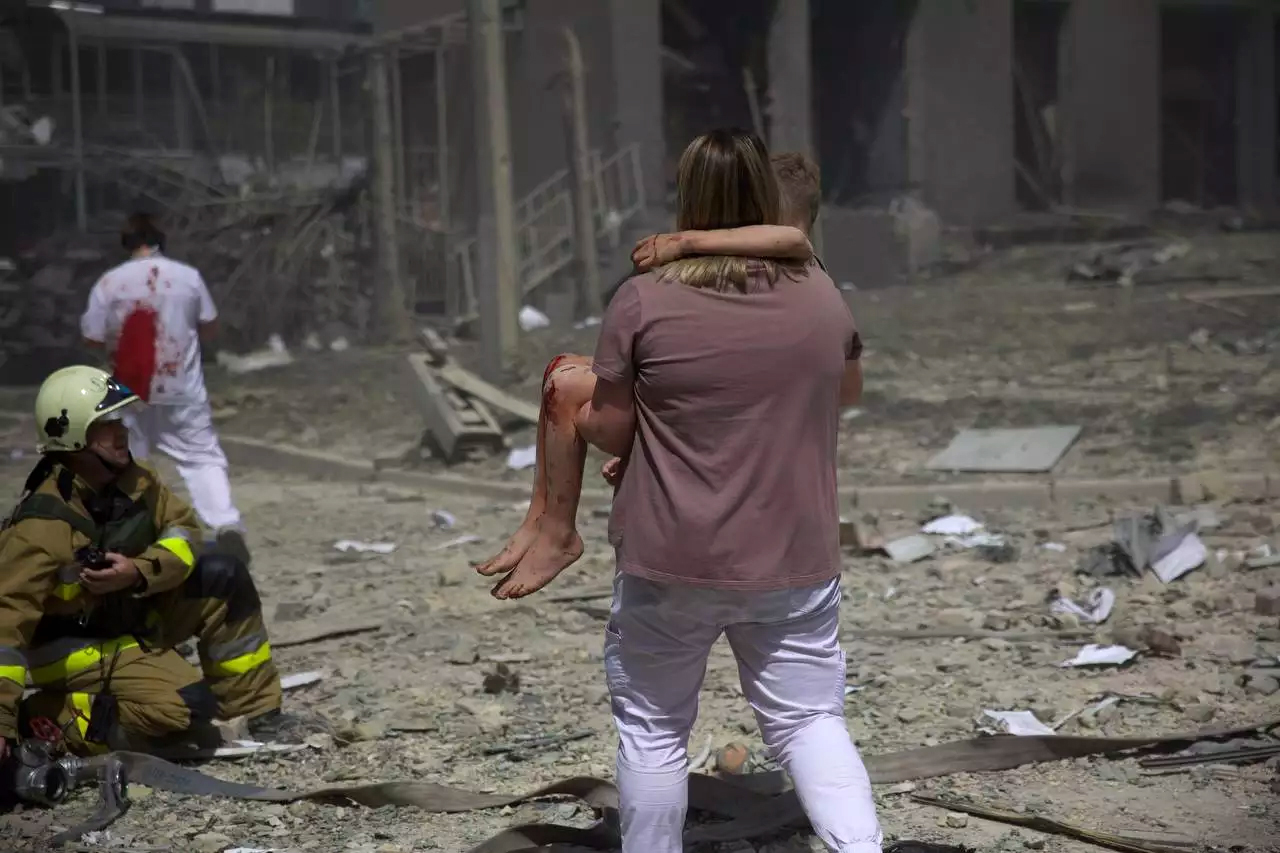
Helfer bei den ersten Aufräumarbeiten
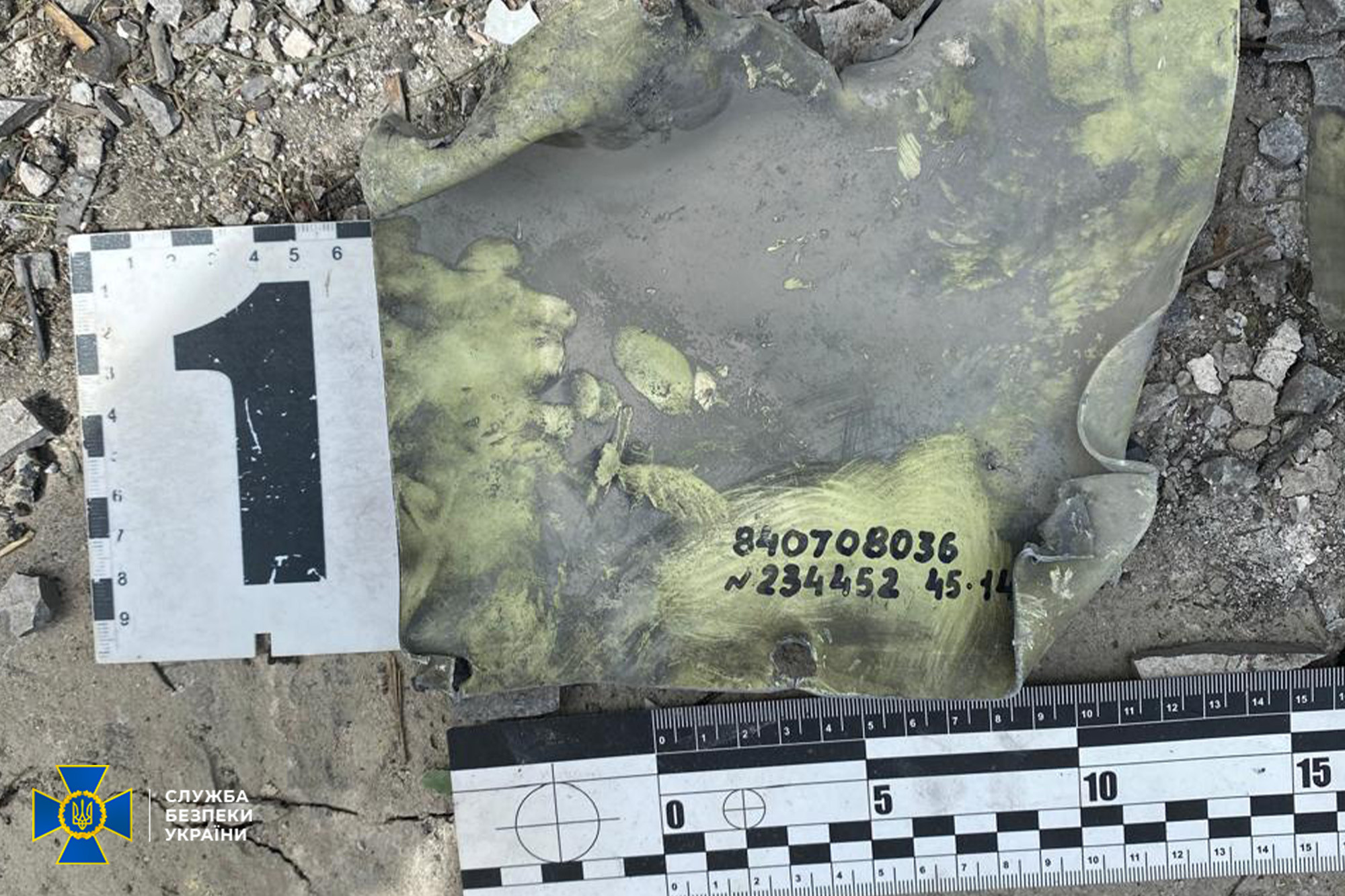
Sichergestelltes Trümmerteil eines russischen Ch-101-Marschflugkörpers, am Einschlagsort gefunden

## Reaktionen
UN-Menschenrechtskommissar Volker Türk bezeichnete den Angriff als  „einen der schockierendsten Vorfälle seit Beginn der Invasion“. International löste der Angriff auf die Kinderklinik Entsetzen aus. US-Präsident Joe Biden verurteilte ihn als „schreckliche Erinnerung an die Grausamkeit Russlands“.
Der Gouverneursrat der Internationalen Atomenergiebehörde (IAEA) verurteilte den russischen Angriff auf die Kinderklinik Er wies darauf hin, dass das Krankenhaus eine von der IAEA mitfinanzierte Einheit für Krebsdiagnostik und Strahlentherapie betreibt.
Diese ist seit der Nuklearkatastrophe von Tschernobyl (die am 26. April 1986 begann) besonders wichtig. Kiew liegt ca. 90 km südlich von Tschernobyl.

## Russische Desinformationskampagne
Die russische Kommunikationspolitik im Zusammenhang mit dem Angriff auf das Kinderkrankenhaus Ochmatdyt ist nach einer Analyse der Tagesschau ein typisches Beispiel einer Desinformationsstrategie, bei der vorsätzlich falsche Fakten verbreitet werden, um Verunsicherung über den wahren Ablauf zu erzeugen oder die Öffentlichkeit von der selbstgeschaffenen russischen Realität zu überzeugen. Obwohl auf Aufnahmen von dem Einschlag des Flugkörpers eindeutig ein Ch-101-Tarnkappen-Marschflugkörper zu sehen ist, wird etwa behauptet, dass es sich um eine ukrainische radargelenkte Luft-Luft-Lenkwaffe des US-amerikanischen Typs AIM-120 AMRAAM gehandelt habe. Ziel ist die maximale Dämonisierung der Ukraine, des Westens und der westlichen Medien in Verbindung mit einer möglichst großen Relativierung oder gar Rechtfertigung des russischen Angriffskrieges. Zumindest sollen Zweifel geschürt werden nach dem Motto, man wisse „ja gar nicht mehr, was man noch glauben“ könne – mit der Möglichkeit, dass Menschen sich komplett von der Berichterstattung rund um die Ukraine abwendeten.